# Clan Fergusson
Pour les articles homonymes, voir Fergusson.
 (novembre 2021).

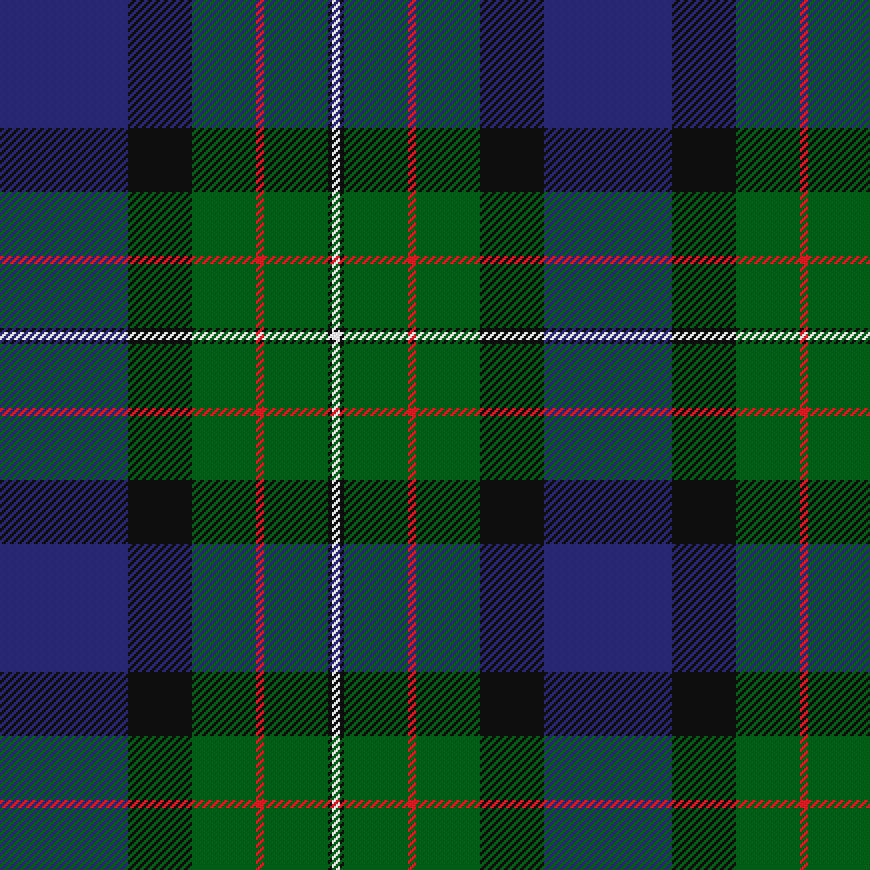
Tartan Fergusson (of Atholl) : Une bande bleue bordée de noir ; et une bande verte chargée de deux filets rouges et d'un filet blanc bordé de noir.

Le clan Ferguson (ou Fergusson) est un clan écossais, dont l'influence territoriale s'étend d'Argyll à Kintyre sur la côte ouest de l'Écosse.

## Histoire du Clan
Le patronyme gaélique écossais de Fergusson est MacFhearghuis qui peut également être traduit comme « fils de la colère ». Il existe une tradition qui attribue une ascendance commune aux différentes familles distinctes portant le nom de Fergusson, mais il n'y a aucune preuve à l'appui, et l'héraldique de la famille du chef est significativement différente de celle des autres familles de Fergusson.
Les Fergussons d'Argyll revendiquent la descendance de Fergus Mór, roi de Dál Riata qui est venu d'Irlande à travers Argyll. La plupart des boucliers de cette famille comprennent une tête de sanglier qui indique un lien avec les premiers Écossais de Dál Riata.
Il existe des preuves qui établissent un lien entre les Fergusson d'Ayrshire et Dumfries et Fergus de Galloway, qui fut une figure importante sous les règnes de David I d'Écosse et de Malcolm IV d'Écosse. Fergus de Galloway a restauré l'église Whithorn et a également fondé l'abbaye de Dundrennan. Il est décédé en 1161 à l' abbaye de Holyrood. Les comtes de Carrick descendent de Fergus de Galloway.
Les Fergusson détenaient des terres à Kilkerran (en) depuis probablement le XIIe siècle, bien que le premier enregistrement certain soit celui de John Fergusson de Kilkerran en 1464. Ce John Fergusson est peut-être le descendant de John, fils de Fergus, témoin d'une charte d'Edward Bruce, signée en 1314 après la bataille de Bannockburn.
Il y avait des Fergusson partout dans le sud de Carrick en 1600, qui reconnaissaient tous Fergusson de Kilkerran comme leur chef de clan.

### XVIIesiècleet guerre civile

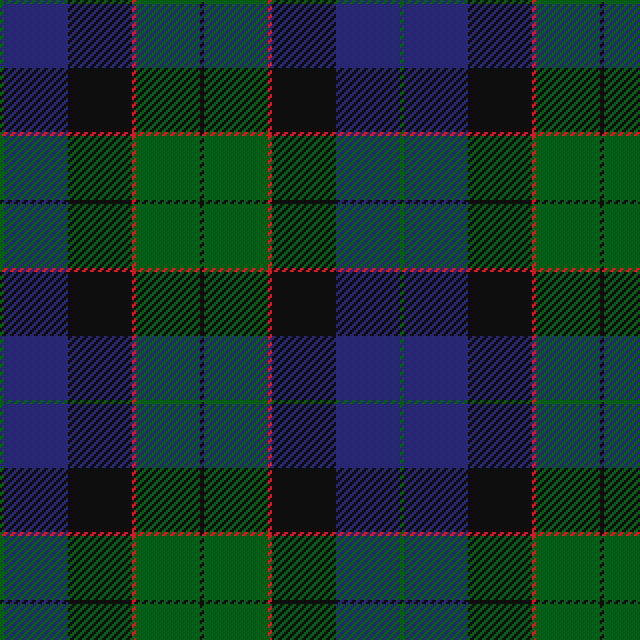
Tartan Fergusson of Balquhidder : Une bande bleue chargée d'un filet vert, une demi-bande noire, et une bande verte chargée d'un filet noir et bordée d'un filet rouge.

Le clan Fergusson s'est allié avec les chefs du clan Kennedy, les comtes de Cassillis, dans leur querelle contre les Kennedy Lairds de Bargany. Les Fergusson faisaient partie du groupe de John Kennedy, 5e comte de Cassilis (en) en 1601 lorsqu'une escarmouche a eu lieu à Maybole, où le Kennedy Laird de Bargany a été tué.
Les Ayrshire Fergussons ont adopté la foi protestante pendant Réforme protestante, tandis que Sir John Fergusson de Kilkerran a combattu pour les royalistes pendant la guerre civile écossaise.

### XVIIIesiècle
Les Fergusson d'Atholl ont suivi le comte de Montrose lors des guerres des Trois Royaumes. Lors des rébellions jacobites de 1715 et 1745, ils ont combattu aux côtés des Fergusson de Strathhardle contre les Hanovriens.
Sir John Fergusson, né vers 1653, était un éminent avocat et membre de la Faculté des avocats. En 1703, il a été créé  Baronet de la Nouvelle-Écosse. En 1735, son fils, James Fergusson, devint juge de la Cour suprême et a reçu le titre de Lord Kilkerran.
Le général Sir Charles Fergusson, le 7e baronnet a servi dans l'armée britannique pendant près de quarante ans.

### Bibliogpaphie
- (en) George Way, Collins Scottish Clan & Family Encyclopedia, Harper Collins Publishers, 1994, 512 p. (ISBN 9780004705477)